# Kateryniwka (Kremenez)
Kateryniwka (ukrainisch Катеринівка; russisch Катериновка Katerinowka, polnisch Katerburg oder älter Katrynburg) ist ein Dorf im Rajon Kremenez, Oblast Ternopil im Westen der Ukraine und liegt 54 Kilometer nördlich von Ternopil.

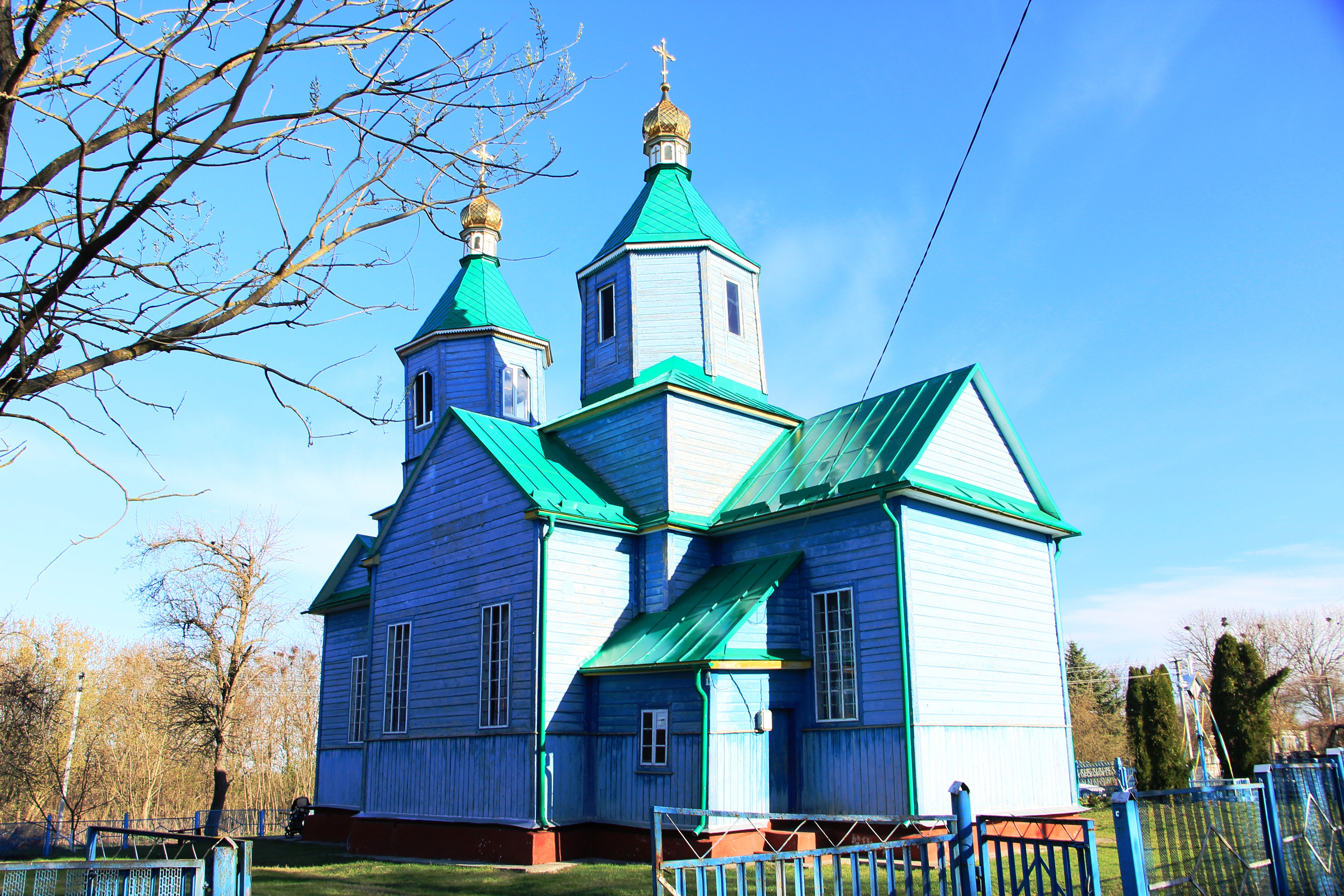
Kirche im Ort

Der Ort wurde 1421 zum ersten Mal schriftlich erwähnt und gehörte zunächst zu Polen-Litauen (in der Woiwodschaft Wolhynien), dann von 1795 bis 1918 gehörte zum Russischen Kaiserreich, Gouvernement Wolhynien, nach dem Ende des Ersten Weltkrieges kam der Ort zur Zweiten Polnischen Republik (in die Woiwodschaft Wolhynien, Powiat Krzemieniec, Gmina Katerburg), wurde im Zweiten Weltkrieg 1939 bis 1941 von der Sowjetunion und dann bis 1944 von Deutschland besetzt und hier in den Distrikt Galizien eingegliedert. Während der sowjetischen Besetzung war der Ort ab Januar 1940 kurzzeitig Zentrum des gleichnamigen Rajons Katerburg, dieser wurde jedoch im Juni 1940 nach der Verlegung des Zentrums nach Welyki Dederkaly in Rajon Welyki Dederkaly umbenannt. Unter der deutschen Besatzung ab dem Sommer 1941 kam es zu Massakern an der jüdischen Bevölkerung durch den Sicherheitsdienst.
Nach dem Ende des Krieges wurde der Ort der Sowjetunion zugeschlagen, dort kam das Dorf zur Ukrainischen SSR in den Rajon Schumsk. 1991 wechselte Kateryniwka zum Rajon Kremenez und ist seither ein Teil der heutigen Ukraine.
Am 7. März 1946 wurde der Name des Dorfes von Katerburh (Катербург) auf den heute gültigen Namen geändert.
Am 12. Juni 2020 wurde das Dorf ein Teil der neu gegründeten Stadtgemeinde Kremenez im Rajon Kremenez, bis dahin bildete sie zusammen mit den Dörfern Iwankiwzi (Іванківці) und Rybtscha (Рибча) die Landratsgemeinde Kateryniwka (Катеринівська сільська рада/Kateryniwska silska rada) im Südosten des Rajons.